# تاریخ‌نگاری مسیحیت امپراتوری روم

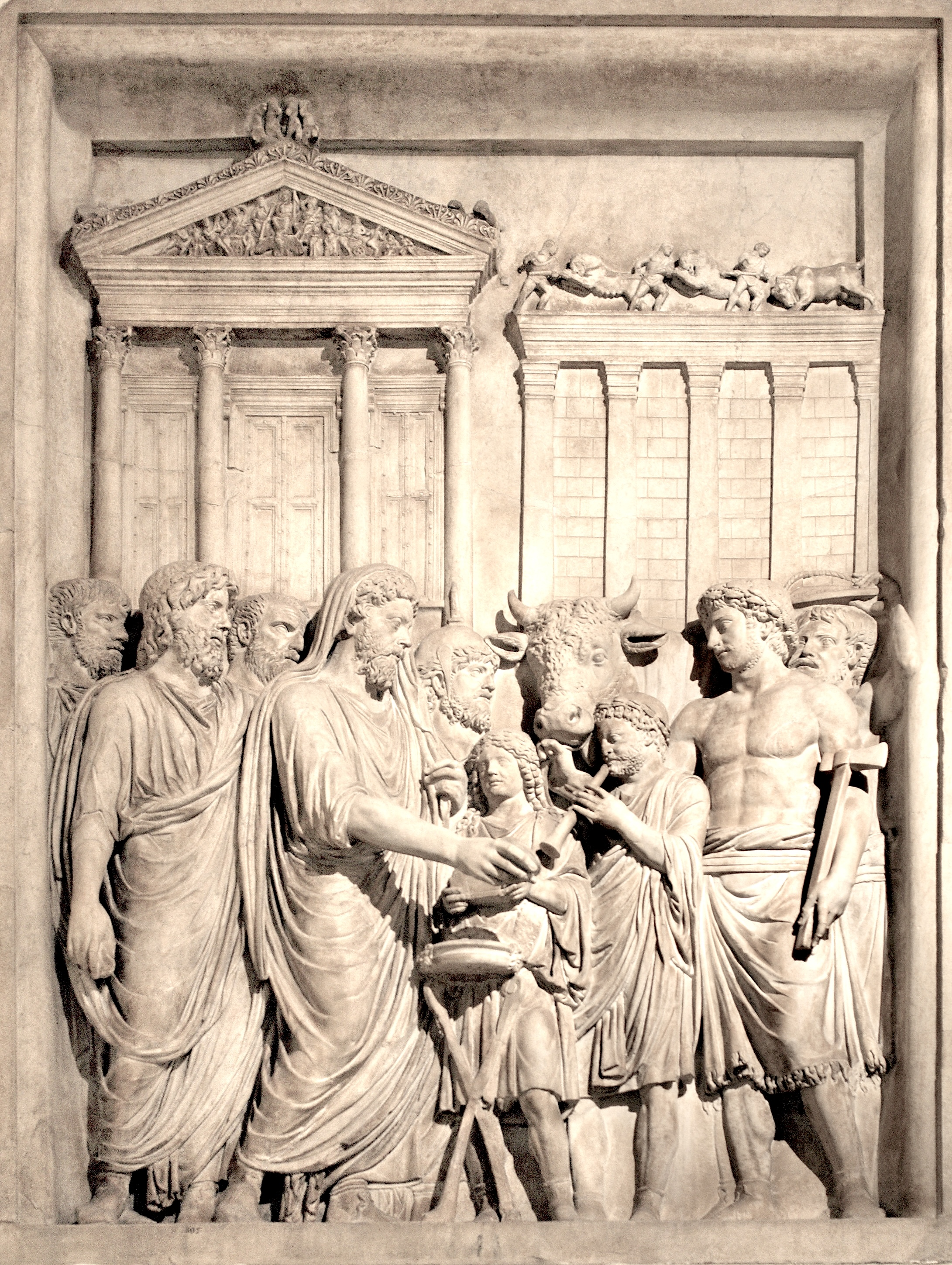
نقش برجسته از طاق مارکوس اورلیوس

مسیحی شدن اواخر امپراتوری روم (انگلیسی: Christianization of the late Roman empire) پدیده ای است که در درون چشم‌انداز معنوی باستانی پیش از مسیحیت که به نام پاگانیسم (چندخدایی دین روم باستان) شناخته می‌شود، رخ داده‌است. برای رومیان باستان، بسیاری از موجودات الهی در این جهان سکونت داشتند و هیچ‌کس (علنا) در وجود خدا شک نمی‌کرد. چندخدایی رومی در اصل یک دین مبتنی بر شهر بود. پیروان حمایت خود را از طریق پروتکل‌ها و آداب و رسوم تعیین‌شده مانند پیشنهادها و جشنواره‌ها نشان می‌دادند. حمایت از چندخدایی در دو قرن قبل از مسیحیت به آرامی شروع به کاهش کرد، احتمالاً به دلیل ترکیبی از عوامل خارجی مانند جنگ و تهاجمات، و عوامل داخلی مانند ماهیت رسمی شرک سنتی و دستکاری مکرر سیاسی. ماهیت آشکار شرک چندخدایی و واردات فرقه‌های بیگانه دین روم باستان جایگزین‌هایی برای چندخدایی سنتی ارائه می‌کرد و ممکن است این امر نیز به زوال آن کمک کرده باشد. نظریه‌های دیگر عبارتند از اثرات طبیعت، از طریق طاعون و زلزله و سایر بلایای طبیعی، ظهور سکولاریسم، و ظهور مسیحیت.
اکثر محققان موافقند که هنگامی که مسیحیت ظهور کرد، با نرخ ترکیبی تقریباً ۳٫۴ درصد در سال رشد کرد و تا سال ۳۵۰ پس از میلاد به دین تقریباً نیمی از امپراتوری تبدیل شد. سؤال اصلی برای مورخان ۲۵۰ سال گذشته این بوده‌است که "چگونه این اتفاق افتاد؟" در حالی که اکثر محققان موافق هستند که "رشد مسیحیت پیش از قسطنطنیه را نمی‌توان به سادگی با افول چندخدایی توضیح داد"، تا پایان قرن بیستم، نظریه اولیه برای آنچه باعث تغییر چشمگیر فرهنگی و مذهبی متأخر شد. حول امپراتور کنستانتین یکم (ح. ۳۰۶ تا ۳۳۷) می‌چرخید. به عنوان اولین امپراتور مسیحی، تصور می‌شد که او دیدگاه‌های مذهبی خود را از بالا به پایین به بقیه امپراتوری تحمیل کرد. کنستانتین کبیر قوانینی را وضع کرد که به نفع مسیحیت بود و علیه قربانی کردن و سحر و جادو قانونگذاری کرد و برخی از معابد را که در آنجا این اعمال ادامه داشت را بستند. قربانی تا حد زیادی ناپدید شد، اگرچه خود چندخدایی تا قرن هفتم ادامه یافت. اکثریت محققان مدرن دیگر از مدل «بالا به پایین» به عنوان ارائه توضیح کامل پشتیبانی نمی‌کنند.
خشونت همچنین به عنوان یکی از دلایل احتمالی کمک کننده ادعا می‌شود، اگرچه اکثر دانشمندان مدرن موافقند که خشونت عمدتاً لفاظی بود و خشونت فیزیکی واقعی بین دو گروه نادر بود. روایت مسیحی از این دوره دارای کیفیتی کاملاً فراطبیعی است که «پیروزی مسیحیت بر چندخدایی» را در بهشت می‌بیند، که  این بدان معناست که چندخداپرستی یا پاگانیسم به اقدام کمی، خواه خشونت‌آمیز یا غیرقانونی، از مسیحیان باستانی روی زمین نیاز داشت تا آنچه را که از قبل به پایان رسیده بود، به انجام رساند.
این ایده که رشد مسیحیت اساساً ناشی از جنبه‌هایی بود که آن را برای قدیمی‌ها جذاب می‌کرد، برای اولین بار توسط ادوارد گیبون (۱۷۳۷–۱۷۹۴)، اولین مورخ بزرگی که به صراحت دربارهٔ گسترش مسیحیت در اصطلاحات سکولار بحث کرد، مطرح شد. به گفته گیبون، پنج ویژگی وجود داشت که نوکیشان را جذب می‌کرد: ۱) غیرت مسیحیان اولیه (که در درجه اول به شهدا و راهبان اشاره دارد). ۲) دکترین زندگی آینده. ۳) معجزات؛ ۴) اخلاق مسیحی؛ و ۵) سازمان اجتماعی آن. اکثر محققان هنوز هم این تفسیر کلی را می‌پذیرند و بسیاری بر اخلاق و سازمان اجتماعی به عنوان دلایل اصلی جذابیت و رشد مسیحیت باستانی تمرکز می‌کنند. سایر توضیحات احتمالی برای ظهور مسیحیت شامل دلایل اجتماعی-اقتصادی، دلایل روانشناختی و غیره است.